# Ruiya
Ruiya è una suddivisione dell'India, classificata come census town, di 10.703 abitanti, situata nel distretto dei 24 Pargana Nord, nello stato federato del Bengala Occidentale. In base al numero di abitanti la città rientra nella classe IV (da 10.000 a 19.999 persone).

## Geografia fisica
La città è situata a 22° 44' 32 N e 88° 23' 56 E.

## Società

### Evoluzione demografica
Al censimento del 2001 la popolazione di Ruiya assommava a 10.703 persone, delle quali 5.576 maschi e 5.127 femmine. I bambini di età inferiore o uguale ai sei anni assommavano a 1.283, dei quali 659 maschi e 624 femmine. Infine, coloro che erano in grado di saper almeno leggere e scrivere erano 6.924, dei quali 3.940 maschi e 2.984 femmine.